# Зоров, Никита Борисович
Ники́та Бори́сович Зоров (род. 15 января 1944, Москва) — советский и российский химик, доктор химических наук (с 1990), профессор (с 1993), главный научный сотрудник химического факультета МГУ, заведующий лаборатории лазерной диагностики кафедры лазерной химии. Область научных интересов — аналитическая и лазерная химия.

## Биография
Никита Борисович Зоров родился в семье потомственных химиков — выпускников и научных сотрудников Московского химико-технологического института им. Д. И. Менделеева Бориса Ивановича Зорова и Киры Александровны Суходровской. Семья проживала в центре Москвы в доме на углу Большой Никитской и Долгоруковского переулка. В 1945-м семье пришлось переехать в комнату на ул. Бахрушина (бывшая Лужниковская улица). До пятого класса Никита учился в школе в селе Детчино Калужской области, где проживали его бабушка и дедушка, затем в 525 школе г. Москвы.
В старших классах будущий учёный занимался в кружке юных химиков при химическом факультете МГУ. В 1961 году стал студентом химического факультета МГУ. Заинтересовавшись сначала радиохимией, (возможно, сказались успехи советских учёных в области ядерного оружия и управления ядерным синтезом), под влиянием преподавателя, доцента кафедры аналитической химии Аллы Петровны Головиной увлекся аналитической химией, а именно люминесцентным методом анализом.
Защитив диплом в 1966 году, поступил в аспирантуру химического факультета МГУ.

## Научные исследования

### Начало научной работы, первые достижения
Окончил аспирантуру химического факультета МГУ (1969), а через полгода защитил кандидатскую диссертацию. Руководителями работы были А. П. Головина и акад. И. П. Алимарин. С родаминовыми красителями и подобными органическими реагентами индий и галлий образуют соединения типа ионных ассоциатов, что используется для их обнаружения в различных объектах. После защиты получил должность младшего научного сотрудника, стал одновременно преподавать, руководить работой дипломников и аспирантов, стажеров из других вузов СССР.

### Стажировка в США (1974—1975 гг.). Возвращение в МГУ. Начало атомно-абсорбционного метода анализа в МГУ
Вскоре после окончания аспирантуры Иван Павлович Алимарин предложил молодому ученому поехать в США на научную стажировку. Выбор пал на известного американского спектроскописта, проф. Джеймса Вайнфорднера (Флоридский университет, г. Гейнсвилл), лаборатория которого помимо люминесцентного анализа занималась различными современными методами атомной спектроскопии. Это было начало широкого применения лазеров в аналитической практике. Пробыв в лаборатории Дж. Вайнфорднера почти год, с 1974 по 1975 гг, опубликовал статью. по люминесцентному анализу. Затем начал работу в области атомной спектроскопии, впервые заинтересовавшись лазерами как источниками селективного возбуждения атомов и молекул в аналитической химии. Из США привез манускрипт новой книги по спектроскопическим методам анализа, вскоре напечатанную на русском языке. Перевел и опубликовал современный популярный учебник по аналитической химии «Химическое разделение и измерение». Долгое время книгой пользовались студенты химфака МГУ и других вузов страны.
После приезда из США стал заниматься атомной спектроскопией, а именно атомно-абсорбционным методом анализа. Под руководством ученого были защищены несколько кандидатских и дипломных работ. Участвовал в работе государственных комиссий по созданию новых атомно-абсорбционных приборов.
Сохранив интерес к потенциалу лазеров в аналитической химии, разрабатывал это направление вместе с профессором Юрием Яковлевичем Кузяковым, перешедшим на кафедру аналитической химии с кафедры физической химии химического факультета МГУ.

### Кафедра лазерной химии. Лаборатория лазерной диагностики
В 1988 году на химфаке МГУ открылась кафедра лазерной химии. Новую кафедру возглавил учёный, энтузиаст лазерной химии, доктор химических наук, профессор, декан химического факультета МГУ Ю. Я. Кузяков; заместителем заведующего кафедрой, заведующим лабораторией лазерной диагностики, вошедшей в состав новой кафедры, стал кандидат химических наук Н. Б. Зоров.

### Исследования в лаборатории лазерной диагностики
В лаборатории лазерной диагностики был разработан высокочувствительный лазерный атомно-ионизационный метод, который нашёл применение для определения следов элементов при атомизации пробы в пламени. В 1990-м Н. Б. Зоров защитил докторскую диссертацию, посвящённую применению нового аналитического атомно-ионизационного метода состава вещества. Диссертация обобщила опыт работы многих учёных в области лазерной химии и лазерной диагностики. Кроме лазерного атомно-ионизационного метода исследования для определения следов элементов диссертантом был использован близкий по существу метод детектирования фотонов. Материал диссертации стал основой нескольких авторских свидетельств СССР. В развитие этих исследований сотрудниками лаборатории лазерной диагностики была создана уникальная установка для определения следов элементов лазерным атомно-ионизационным методом. Разработанные методики определения примесей в авиационных сплавах нашли применение в авиакосмической технике.
Новые методы исследования нашли отражение в главе в монографии, посвящённой атомно-ионизационному анализу.
В лаборатории проводились исследования механизмов лазерного испарения углеродсодержащих материалов, изучение углеродных кластеров, образующихся в плазме лазерного факела; а также оригинальные работы по диагностике процесса лазеро-химического синтеза плёнок кристаллического нитрида углерода — материала, обладающего исключительной твердостью и уникальными электрическими характеристиками. Совместно с кафедрой химии и физики высоких давлений Н. Б. Зоровым с сотрудниками проводились работы по изучению механизмов получения новых материалов и использованию полученных плёнок кристаллического нитрида углерода в качестве «затравок» для последующего термобарического синтеза.

## Ученики
В настоящее время в лаборатории лазерной диагностики работают ученики Н. Б. Зорова: это доценты Тимур Александрович Лабутин (к.х.н.), Андрей Михайлович Попов (к.х.н.), инженер Владимир Игоревич Бекетов.

## Общественно — просветительская и учебная деятельность
В течение 30 лет Н. Б. Зоров является председателем оргкомитета Московской олимпиады школьников по химии. За это время олимпиада превратилась в олимпиаду первого уровня, когда победители олимпиады принимаются в вузы без экзаменов, а призёрам засчитывают 100 баллов по химии за ЕГЭ. Это подняло престиж олимпиады, увеличилось число участников не только из Москвы, но и из других регионов России.
Учёный принимает участие в создании курса лекций «Лазерная химия» в общем курсе «Химия высоких энергий» для магистрантов химического факультета МГУ, читает «Введение в специальность» для студентов 4-го курса химического факультета МГУ, специализирующихся на кафедре лазерной химии.

## Избранные публикации
Н. Б. Зоров имеет более 220 публикаций, 3 книги, 4 патента, а также множество других работ.

### Основные статьи
- Labutin T.A., Popov A. M., Sychov D.N., Gorbatenko A.A., Zorov N.B. Multivariate correction in laser-enhanced ionization with laser sampling // Spectrochim. Acta B. 2007.V.62. N.3. P.211-216.

- Леднев В. Н., Яковлев А. В., Лабутин Т. А., Попов А. М., Зоров Н. Б. Выбор аналитической линии для определения лития в алюминиевых сплавах методом лазерно-искровой спектрометрии // Журн. аналит. химии 2007, Т.62, №.12, C.1276-1280.

- Воронина Р. Д., Зоров Н. Б. Высокочувствительное сорбционно-люминесцентное определение следов европия с предварительным концентрированием на кремнезёме, химически модифицированном иминодиуксусной кислотой // Журн. аналит. химии 2007, Т.62, №.3, C. 230—237.

- Попов А. М., Лабутин Т. А., Горбатенко А. А., Зоров Н. Б. Применение нелинейного нормирования в атомно-ионизационной спектрометрии с лазерным пробоотбором в пламя. // Вестник Моск. ун-та; серия 2. Химия. 2008, Т. 49, № 4. С.265-270.

- Labutin T.A., Popov A.M., Sychev D.N., Zorov N.B. Correlation between the mechanical properties of aluminium alloys and characteristics of laser-induced plasma. // SPIE Proceedings 2008, V.7022, P.70221C-1-70221C6.

- Popov A.M., Labutin T.A., Litvinova V.V., Zorov N.B. Influence of ferrite surface microstructure on laser ablation. // SPIE Proceedings 2008, V.70221, P.70221D-1-70221D5.

- Попов А. М., Лабутин Т. А., Зоров Н. Б. Использование лазерно-искровой эмиссионной спектрометрии для анализа конструкционных материалов и объектов окружающей среды // Вестн. Моск. Ун-та, сер.2, Химия, 2009. Т.50, № 6, С. 453-467.

- Labutin T.A., Popov A.M., Lednev V.N., Zorov N.B. Correlation between properties of a solid sample and laser-induced plasma parameters // Spectrochim. Acta B, 2009, V. 64B, No.10, P.938-949.

- Zorov N.B., Gorbatenko A.A., Labutin T.A., Popov A.M. A review of normalization techniques in analytical atomic spectrometry with laser sampling: from single to multivariate correction // Spectrochimica Acta Part B, 2010. V.65. №. 8. P. 642-657.

- Labutin T.A., Popov A.M., Seliverstova I.V., Zorov N.B. Different calibration strategies to overcome matrix effect in steel analysis by Laser-Induced Breakdown Spectroscopy // Proc. of SPIE, 2011, V.7994, P. 799420-1 − 799420-5.

### Монографии
- Ю. Я. Кузяков, К. А. Семененко, Н. Б. Зоров. Методы спектрального анализа. Изд. Моск. ун-та., М.: 1990, 213с.

- Nikita B. Zorov. Non-Flame Reservoirs for laser-enhanced ionization spectrometry // Laser Enhanced Ionization Spectrometry. Eds.by G.C.Turk and J.C.Travis. Willey & Sons, New York, 1996, P.233-263.

- Kudryashov S., Kim Jong-Il, Ionov S., Kuzyakov Yu., Zorov N. The mechanism of giant carbon formation at laser ablation of graphite foil // Super Carbon. Eds.by S.Fujiwara, M.Kamo, R.Ruoff, R.Heinemann, D.Marton, H.Hiraoka. MYU, Tokyo, Japan, 1998, P. 21-24.

- Timur A. Labutin, Vasily N. Lednev, Andrey M. Popov. Prospectives of Laser-Induced Breakdown Spectrometry: More sensitive, Precise and Flexible Analysis // Laser-Induced Plasmas. Theory and Applications. Ed.by E.J.Hemsworth. Nova Science Publishers, Inc., New York, 2011, P.145-203.

### Переводы книг
- Лазерно-искровая эмиссионная спектроскопия / Д.Кремерс, Л. Радзиемски. // Пер. с англ. под ред. Н. Б. Зорова. Техносфера. М.: 2009, 360с.

## Награды и премии
- Заслуженный работник высшей школы Российской Федерации (2005)
- Почетный работник высшего профессионального образования Российской Федерации (2005)
- Заслуженный научный сотрудник Московского государственного университета имени М. В. Ломоносова (1998)
- Премия Международного научного фонда (Фонд Сороса) за высокий импакт-фактор публикаций (1994)